# 진카 밀라노프

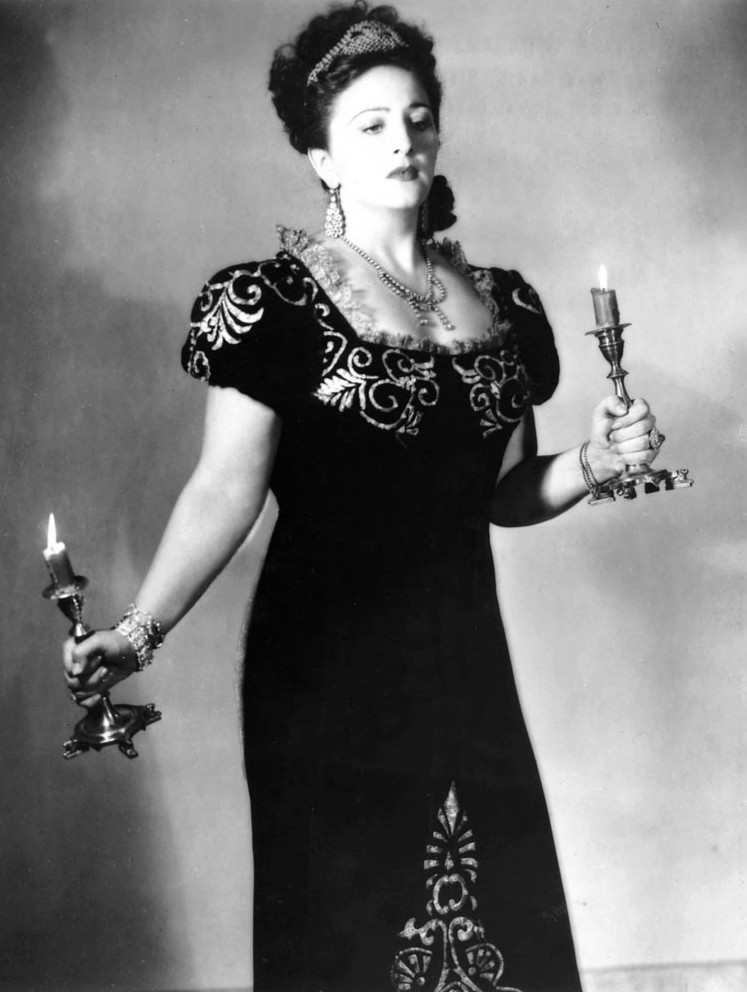

진카 밀라노프(Zinka Milanov, 1906년 5월 17일 ~ 1989년 5월 30일)는 크로아티아 자그레브 태생의 소프라노 가수이다. 본명은 쿤치라고 한다.
프라하와 뉴욕에서 배워 1927년 류블랴나에서 〈일 트로바토레〉의 레오노라 역으로 데뷔하였다. 1928년 이후 자그레브의 주요 가수로서 350회나 불렀으며 토스카니니의 인정을 받아 1937년 이후 메트로폴리탄가 극장에서 활약하였다. 특히 피아니시모가 아름답다고 평가된다.